# Den döende dandyn (musikalbum)
För andra betydelser, se Den döende dandyn (olika betydelser).
Den döende dandyn är ett studioalbum från 1986 av Magnus Uggla. Det toppade den svenska albumlistan. För albumet fick han även Rockbjörnen i kategorin "Årets svenska skiva".

## Låtlista
Låtar där inget annat anges är skrivna av Magnus Uggla.
Sida ett
1. "Staffans matematik" (4.53)
2. "Joey Killer" (4.29)
3. "Rumpnissar" (5.03)
4. "Varje gång jag ser dig" (4.58)

Sida två
1. "Fula gubbar" (4.17)
2. "Herr servitör" (Worlds Collide) (Nick Gilder, James McCulloch, Magnus Uggla) (4.49)
3. "Mattläggar-Oves hjulsång" (4.15)
4. "Passionsfrukt" (3.51)
5. "Den döende dandyn" (4.07)

## Medverkande
- Magnus Uggla - Sång
- Per Lindvall - Trummor, trumprogrammering
- Peter Ljung - Bas, keyboard
- Henrik Jansson - Gitarr
- Staffan Birkenfalk, Benna Sörman och Nysse Nyström - Kör
- Stråkar ur RSO

- Inspelad digitalt på Polar Studios
- Tekniker: Kaj Erixon
- Producerad och arrangerad av: Peter Ljung och Anders Henriksson

## Övrigt
Refrängen i "Fula gubbar" är inspirerad från ett körverk av Georg Philipp Telemann.

## Listplaceringar
| Lista (1986-1987, 1998) | Position |
| ----------------------- | -------- |
| Sverige                 | 1        |

### Fotnoter
1. ↑  ”Alla Rockbjörnsvinnare sedan 1979” (på svenska). Aftonbladet. 11 mars 2000. http://wwwc.aftonbladet.se/noje/special/rockbjorn00/gamla.html. Läst 1 maj 2011.
2. ↑  Listplacering Arkiverad 19 december 2007 hämtat från the Wayback Machine.